# موسى هايدن
موسى هايدن (بالإنجليزية: Moses Hayden)‏ هو محامي وقاضي وسياسي أمريكي، ولد في 1 يونيو 1785 في كونواي في الولايات المتحدة، وتوفي في 13 فبراير 1830 في ألباني في الولايات المتحدة. انتخب عضو مجلس ولاية نيويورك وانتخب عضو مجلس النواب الأمريكي.